# 론 실버
론 실버(Ron Silver, 1946년 7월 2일 ~ 2009년 3월 5일)는 미국의 배우이다.

## 출연 작품
- 어 시크릿 프로미스 (2009)
- 더 텐 (2007)
- 알리 (2001)
- Ratz (2000)
- 익스포우저 (2000)
- 아메리칸 트레져디 (2000)
- 컷어웨이 (2000)
- 블랙 앤 화이트 (1999)
- 사랑의 힘 (1999)
- 스파이 인 노스코리아 (1999)
- 화이트 레이븐 (1998)
- 어라이벌 (1996)
- 걸 식스 (1996)
- 데인저 존 (1996)
- 앵커우먼 제시카 (1995)
- 특수요원 BBI (1995)
- 위대한 승리 (1995)
- 타임캅 (1994)
- 위기의 결합 (1993)
- 라이프피오디 (1993)
- 약점 (1993)
- 라이브 와이어 (1992)
- 토요일 밤의 남자 (1992)
- 굿 폴리스맨 (1991)
- 잊혀진 죄수들 (1990)
- 행운의 반전 (1990)
- 블루 스틸 (1990)
- 적 그리고 사랑 이야기 (1989)
- 디 아메리칸 익스피어리언스 (1988)
- 리벤지 (1988)
- BBC 클럽 (1987)
- 와이즈가이 (1987)
- 이트 앤 런 (1986)
- 악마의 유혹 (1984)
- 가보 토크 (1984)
- 상사병 (1983)
- 메릴스트립의실크우드 (1983)
- 베스트 프렌드 (1982)
- 분노의 보안관 (1982)
- 심령의 공포 (1981)
- 배신의 총구 (1978)
- 우정의 마이애미 (1978)

### 텔레비전
- 시카고 메디컬 (1994)
- 법과 질서 (1990)
- 웨스트 윙 시즌1 (1999)